# Esham
Esham (East Side Hoes And Money), pseudonimo di Rashaam Attica Smith (Long Island, 20 settembre 1973), è un rapper statunitense.
Conosciuto per il suo stile di hip hop che lui stesso definisce "acid rap", che fonde dei beat importati dal rock con dei testi che spaziano dal suicidio alla morte all'uso di droga, al male, alla paranoia e al sesso.

## Biografia

### Primi anni
Rashaam Attica Smith è nato a Long Island, New York, cresciuto dividendosi il tempo tra un quartiere attorno alla Seven Mile, lato Est di Detroit, dove viveva con sua madre e frequentava la Osborn High School, e le estati che passava a New York con sua nonna. Ha studiato pianoforte, chitarra e trombone alle superiori, e ascoltava artisti come i Run-DMC, Ozzy Osbourne e i KISS. Esham, dopo aver iniziato a scrivere da solo i primi testi, fu incoraggiato da suo fratello maggiore, James H. Smith, di tentare seriamente una carriera nel mondo dell'hip-hop. Secondo Esham stesso, "Sentiva che avevo un flow stupefacente e pensava che avrei potuto portare qualcosa di nuovo nell'ambiente, venendo da Detroit. All'epoca, non c'era davvero una scena musicale rap a Detroit. Tutti imitavano quello che tutti gli altri facevano." Al secondo anno di liceo, Esham incontrò Champtown, un altro aspirante rapper. I due si esibirono insieme in alcune serate open mic a Seafood Bay. In un'occasione, Champtown ed Esham furono costretti ad esibirsi per uno spacciatore di droga sotto la minaccia delle armi.
A tredici anni, Esham pubblicò il suo album di debutto, Boomin' Words from Hell, nel 1989. Esham ha dichiarato che l'album "...fu prodotto nell'era del crack [...] ed in realtà è da lì che tutto è venuto fuori. Era solo un'espressione della Young Boys Incorporated [cartello della droga anni '70-'80], del sindaco Coleman Young, della città in cui abitavo e della confusione che la nostra città stava attraversando a quel tempo. In quell'album ci riferiamo alle strade di Detroit come all' "Inferno". Dunque, è lì che le mie idee sono nate." Nel 1990, Esham and James H. Smith fondarono la casa discografica indipendente Reel Life Productions, che pubblicò nuovamente il suo album di debutto con un elenco delle canzoni alternativo e una grafica diversa. Esham ebbe difficoltà iniziali a trovare dei fan, perché molti criticavano il contenuto dei suoi testi e la sua immagine, volutamente creati per destare scalpore, mentre i fan dell'hip hop non si sentivano connessi agli album a causa delle sue influenze heavy metal.
Nel 1991, Esham conobbe un membro degli Inner City Posse, Joseph Bruce, che lodò il lavoro di Esham e della Reel Life Productions, e regalò a Esham una copia dell' EP del gruppo, Dog Beats, dando il via all'amicizia e alla relazione professionale tra i due rapper.
Dopo aver pubblicato due EP, Erotic Poetry e Homey Don't Play, Esham completò l'album doppio Judgement Day e le sue due parti, "Day" e "Night" furono pubblicate separatamente il 9 aprile 1992.
Mentre studiava alla Osborn High School, Esham conobbe Mastamind, che gli regalò una sua demo di tre canzoni, che portò i due a fondare il gruppo Natas con l'amico di lunga data di Esham, TNT. Nel 1992, Esham fece una comparsa nell'album di debutto degli Insane Clown Posse, Carnival of Carnage, pubblicato il 18 ottobre. Esham produsse tre canzoni e partecipò direttamente nell'ultima canzone dell'album. Nel novembre dello stesso anno, i Natas pubblicarono il loro primo album, Life After Death. Subito dopo questo album, Esham, Natas e la Reel Life Productions furono l'oggetto di moltissime critiche quando un fan di 17 anni si suicidò mentre stava fumando cannabis e stava giocando alla roulette russa, ascoltando Life After Death.

### KKKill the Fetus,Closed CasketeDead Flowerz
Nel 1993 Esham pubblicò il suo terzo album da solista, KKKill the Fetus. Secondo Jason Birchmeier, "A questo punto della sua carriera, il suo stile rap aveva già quasi raggiunto il suo culmine, e la sua produzione mostrava un percorso continuo verso la creatività . [...] Esham non sarebbe stato più così coraggioso."
Il 22 novembre 1994 Esham pubblicò il suo quarto album, Closed Casket. Jason Birchmeier scrisse che "la maggior parte dei fan che affrontano le sue pubblicazioni in ordine cronologico dovrebbero essere abbastanza insensibili ai suoi tentativi shock sfruttatori. Tuttavia, se questa è una delle vostre prime esperienze con Esham l'empio, questo album dovrebbe essere una bomba a causa della sua natura oscura." Nel maggio 1996, Esham pubblicò il suo quinto album studio, Dead Flowerz, che raggiunse la trentottesima posizione nella Top R&B/Hip-Hop Albums di Billboard.

### Gothom Records (1997–2001)
Nel giugno 1997, Esham rinominò Gothom Records la Reel Life Productions, e pubblicò l'album Bruce Wayne: Gothom City 1987, che si piazzò in cinquantasettesima posizione nella Top R&B/Hip-Hop Albums. Successivamente, Esham firmò un contratto di distribuzione con la Overcore, una sussidiaria della Overture Music, che successivamente fu distribuito dalla TVT Records. Nel giugno 2001, la Gothom pubblicò l'album Spankmaster di Kool Keith, che vedeva parecchi contributi di Esham, oltre all'ottavo album di Smith, Tongues, che raggiunse la settima posizione nella classifica della Top Independent Albums, la posizione 46 della classifica Top R&B/Hip-Hop Albums e la 195 della Billboard 200.
Nell'agosto 2001, Esham e i D12 furono cacciati via dal Warped Tour dopo che, presumibilmente alcuni membri della band avevano aggredito Smith a causa del testo della sua canzone "Chemical Imbalance", che conteneva un riferimento alla figlia del membro dei D12 Eminem, che non aveva preso parte al tour.

### Psychopathic Records (2002–2005)
Nel 2002, Esham firmò con la Psychopathic Records, pubblicando la raccolta Acid Rain. Fu annunciato che Esham si sarebbe allontanato dai temi horror dei suoi precedenti lavori. Il 18 novembre 2003, Esham pubblicò il suo nono album studio, Repentance, che raggiunse la nona posizione della classifica Top Heatseekers, la posizione 10 della Top Independent Albums e la numero 71 della Top R&B/Hip-Hop Albums. Jason Birchmeier scrisse che "Repentance era un piccolo passo avanti per Esham. Sembra molto a suo agio qui, a suo agio con sé stesso come artista [...] quando mette tutto insieme [...] è uno dei risultati migliori della sua lunga e proficua carriera, tuttavia ancora largamente non riconosciuta."
L'album successivo con la Psychopatic A-1 Yola, vide Esham raggiungere il suo maggiore livello consecutivo di successo nelle classifiche di Billboard, in quanto raggiunse la posizione 176 nella Billboard 200, il suo maggiore successo di vendite finora (2013).. Allmusic scrisse: "Nel corso di A-1 Yola, Esham prende la forma di una persona di strada, di un importante criminale, di un vampiro, e altre specie di personaggi della malavita, iniettando la sua personalità concentrata in piccoli sketch che durano tre o quattro minuti. Lo sfondo sonoro rimane crudo ma originale, estraendo un'impressionante quantità di energia da dei beat radi."
Dopo quest'album, Esham lasciò la Psychopatic nel 2005 per rilanciare la Reel Life/Gothom.

### Dopo la Psychopathic (2006—oggi)
Dopo aver lasicato la Psychopathic, Esham rilanciò la Reel Life Productions, e iniziò a produrre un podcast, che appare quasi regolarmente sul suo sito web ufficiale; tuttavia ha avuto un successo minimo. Il 26 agosto 2008, Smith pubblicò il suo undicesimo album studio, Sacrificial Lambz. Raggiunse la posizione numero 50 della classifica Top Heatseekers di Billboard, ed è l'unico album che Smith ha pubblicato da quando ha lasciato la Psychopathic a classificarsi in una chart di Billboard. Nell'ottobre 2008, Smith presentò una mozione per candidarsi a sindaco di Detroit, ma la mozione fu rinviata e non si riuscì a candidare.
Il 28 luglio 2009, Esham pubblicò I Ain't Cha Homey, il seguito dell'EP del 1991, Homey Don't Play. Dopo la pubblicazione di questo album, iniziarono delle chiacchiere attorno al fatto che fosse un insulto diretto agli Insane Clown Posse, che Smith stesso dichiarò essere falsità. Joseph Bruce rispose all'album dichiarando che "...andavamo fuori con il tizio (Esham) ogni giorno! Come potremo uscirci insieme ancora? Non sapevo che pensassi quelle cose su di noi. Sai, uscivi con noi durante il giorno poi andavi a casa e scrivevi questa merda? Ma è folle, capito? Dunque, non ci stiamo parlando. E lo conosco da sempre."
A seguito del litigio, Smith pubblicò il dodicesimo album, Suspended Animation il 3 agosto 2010, ma non riuscì a entrare in alcuna classifica. Nel 2011, Esham pubblicò l'album DMT Sessions: anche questo non entrò in alcuna classifica e fu seguito da un documentario diretto da Smith, Death of an Indie Label, che fu originariamente annunciato come un contenuto bonus dell'edizione deluxe di DMT Sessions, ma fu invece caricato sul canale di YouTube della Gothom. Smith pubblicò anche un'intervista per il documentario The Untold Story of Detroit Hip-Hop, prodotto dal rapper di Detroit Champtown.

## Stile
Lo stile dei testi di Esham, che, come ha scritto l'autrice Sara Cohen "...utilizza una narrativa scioccante (e palesemente esagerata) per consegnare una versione della depravazione urbana di Detroit sovra-spropositata e simile a un fumetto", è derivato dallo stile dei Geto Boys. I testi di Smith si sono concentrati su temi come la morte, l'uso di droghe, il male, la paranoia e il sesso, includendo referenze a Satana. Smith si riferisce al suo stile di performance chiamandolo "acid rap", comparando i testi alle allucinazioni indotte dall'LSD. Lo stile di Esham è stato anche definito come "horrorcore" hip hop.
A seguito delle accuse di satanismo, Esham decise che Closed Casket sarebbe stato l'ultimo album a includere tali temi, e che non avrebbe più rappato sul diavolo. Secondo lo stesso Smith, "Sono stato in grado di intrattenere le persone per 20 anni. Ora cerco solo di dare loro conforto. Nelle cose più recenti che ho fatto, ho cercato di dare un messaggio alle persone, ma intrattenendole allo stesso tempo."
Lo stile musicale di Esham è stato definito come una fusione tra beat hip hop e testi death metal. Esham ha definito il suo stile come simile ad un "blues moderno [o] all'heavy metal." Esham ha esercitato influenze su rapper come gli Insane Clown Posse, Eminem e Kid Rock. Secondo l'autrice Cheryl Lynette Keyes, il "...suono metal di Esham con un'emozione rap" ha gettato le basi musicali per artisti come i Korn, i Limp Bizkit, i Kottonmouth Kings ed Everlast.

## Discografia
- Boomin' Words from Hell (1989)
- Judgement Day (1992)
- KKKill the Fetus (1993)
- Closed Casket (1994)
- Dead Flowerz (1996)
- Bruce Wayne: Gothom City 1987 (1997)
- Mail Dominance (1999)
- Tongues (2001)
- Repentance (2003)
- A-1 Yola (2005)
- Sacrificial Lambz (2008)
- Suspended Animation (2010)
- DMT Sessions (2011)
- Venus Fly Trap LP (2012)

### Raccolte
- Detroit Dogshit (1996)
- Bootleg: From the Lost Vault, Vol. 1 (2000)
- Acid Rain (2002)

### Mixtape
- The Butcher Shop (2008)
- Hellaween: Pure Horror (2009)
- Death of an Indie Label (2011)

### EP
- Erotic Poetry (1991)
- Homey Don't Play (1991)
- Hellterskkkelter (1993)
- Maggot Brain Theory (1994)
- Lamb Chopz (2007)
- I Ain't Cha Homey (2009)
- Secret Society Circus (2011)
- Holy Black Mamba (2011)

### Singoli
| Anno | Titolo                     | Album                 |
| ---- | -------------------------- | --------------------- |
| 1994 | "Sunshine"                 | KKKill the Fetus      |
| 1994 | "Stop Diggin' On The D-L"  | Closed Casket         |
| 1995 | "The Fear (Morty's Theme)" | The Fear (soundtrack) |
| 1995 | "Mental Stress"            | Closed Casket         |
| 1999 | "Twirk Yo Body"            | Mail Dominance        |
| 1999 | "You Better"               | Mail Dominance        |
| 2003 | "Woo Woo Woo"              | Repentance            |
| 2008 | "World Hustle"             | Sacrificial Lambz     |
| 2010 | "SSMD"                     | Suspended Animation   |
| 2011 | "DMT Sessions"             | DMT Sessions          |